# Percee P
Percee P, eigentlich John Percy Simon (* 9. Juli 1969 in der Bronx, New York) ist ein US-amerikanischer Underground Hip-Hop-Künstler. Nach über 14 Jahren mit zahlreichen viel beachteten Gastauftritten, bekam er 2003 einen Vertrag beim Plattenlabel Stones Throw. 

## Leben
1988 wurde seine erste Single Let The Homicides Begin veröffentlicht. Durch seine Zusammenarbeit mit Lord Finesse hatte er die Möglichkeit, eine Unterrubrik des Radiosenders WKCR 89.9 FM zu moderieren. Percee P fiel vor allem auf Grund seiner außergewöhnlichen Sammlung von Oldschool-Hip-Hop-Mixtapes auf. 1992 wurde auf dem Label Big Beat Now They Wanna See Me herausgebracht.
In den 1990er-Jahren hörte man wenig von ihm, nur die beiden 12 inches (Lung Collapsing Lyrics/1992 und Nowhere Near Simple/1996) kamen heraus und er hatte einige Gastauftritte. Darüber hinaus wurde er von DJ Shadow in Napalm Brain, Scatter Brain (auf dem Album Endtroducing/1996), gesamplet, was ihn schließlich bekannt machte (Napalm! When the bombs activated it mutilates your legs and arms!). Zu der Zeit verkaufte er seine Platten noch auf der Straße und in Clubs, 2003 bekam er dann seinen Vertrag bei Stones Throw. 

## Diskographie

### Bei Stones Throw
- Perseverance, CD/LP 2007
- Put It On The Line (Ox Remix/BX Remix), 12" Single 2005
- Untitled from Stones Throw 100, 12" EP 2004
- Jaylib - The Exclusive from Champion Sound, CD/LP 2003
- Wildchild - Knicknack 2002 from Secondary Protocol, CD/LP 2003

### Artist Releases
- Legendary Status, CD Compilation. 2005 (MTA)
- The One And Only: Greatest Hits, LP (Bootleg)
- Nowhere Near Simple, 12" Single 1996 (Vmax)
- Percee-P & Ekim - Lung Collapsing Lyrics, 12" Single 1992 (Big Beat)
- Percee P & D-Nique - Let the Homicides Begin Top Priority
- "BQ In Full Effect", 12" EP 1988 (Gotham City)